# Xinjiang
O Xinjiang, Sinquião ou Xinjião (em chinês:  新疆, pinyin: Xīnjiāng; Wade-Giles: Hsin¹-chiang¹; em uigur شىنجاڭ, transl. Shinjang; nome completo: Xinjiang-Uigur ou Sinkiang-Uigur), oficialmente Região Autônoma Uigur do Xinjiang (chinês: 新疆维吾尔自治区, Xīnjiāng Wéiwú'ěr Zìzhìqū; uigur: شىنجاڭ ئۇيغۇر ئاپتونوم رايونى, Shinjang Uyghur Aptonom Rayoni) é uma região autônoma da República Popular da China (RPC). O Xinjiang limita-se ao sul com a região autônoma do Tibete e a sudeste com as províncias de Chingai e de Gansu. Limita-se também com a Mongólia a leste, com a Rússia ao norte e com o Cazaquistão, o Quirguistão, o Tajiquistão, o Afeganistão e as partes da Caxemira controladas pelo Paquistão e pela Índia a oeste. Xinjiang inclui a maior parte de Aksai Chin, uma região reivindicada pela Índia como a parte de seu estado de Jamu e Caxemira.
Seu nome significa literalmente "a fronteira nova", um nome dado durante a dinastia Chingue da China manchu. O nome é considerado ofensivo por muitos defensores da independência, que preferem usar nomes históricos ou étnicos tais como Turquestão chinês, Turquestão Oriental ou Uiguristão. Devido à associação destes nomes com o movimento de independência do Turquestão Oriental, tais denominações são consideradas pelo governo chinês e pelos residentes locais como relacionadas com o terrorismo islâmico pan-túrquico.

## História

Bandeira do Movimento para a Independência do Turquestão Oriental, proibida no país pelo Governo da RPC.

Atravessado pela Rota da Seda, Xinjiang é o nome chinês para as regiões de Tarim e de Zungar do que é hoje o noroeste da China. No começo da dinastia Hã (206 a.C.–220 d.C.), a região era submetida aos Xiongnu, poderoso povo nômade baseado na Mongólia moderna. No século II a.C., a dinastia Han enviou Zhang Qian como representante aos estados na região, começando diversas décadas de disputa com os Xiongnu pelo domínio da região, terminando eventualmente no sucesso chinês. Em 60 a.C. a dinastia Hã estabeleceu o protetorado da Região Leste em Wulei (perto de Luntai moderno), controlando depois a região inteira na direção oeste até o Pamir.
Durante a usurpação de Wang Mang na China, os estados dependentes do protetorado retornaram ao domínio de Xiongnu. Durante o século seguinte, a dinastia Han conduziu diversas expedições na região, reestabelecendo o protetorado nos anos de 73 a 74, 91 a 107, e de 123 para a frente. Depois da queda da dinastia de Han (220), o protetorado continuou a ser mantido pela dinastia de Wei (até 265) e pela dinastia ocidental de Jim (de 265 avante).
A primeira luta separatista registrada ocorreu em 1865.

Bandeira do Turquestão Oriental, onde houve breve tentativa na independência das terras ao redor de Casgar

Por ocasião da Intervenção Soviética ao Afeganistão, nos anos de 1980, a China enviou combatentes uigures para apoiar os talibãs. Ao retornar à província, eles adeririam ao separatismo uigur.
Nos anos de 1990, os separatistas passaram a recorrer ao terrorismo.
A partir dos Ataques de 11 de setembro de 2001, Pequim optou por enquadrá-los na guerra ao terror. Houve grande endurecimento. A China apoiou a política de intervenção no Afeganistão.
Os Estados Unidos resistem à proposta chinesa: não igualam os uigures aos talibãs; não apoiam soluções militares para o caso uigur; e afirmam que não há células da Al-Qaeda na província. Washington insinua que há oportunismo no engajamento chinês. Pequim, ao contrário, avalia a hesitação americana em cooperar como prova de padrões duplos. O governo americano inclusive financia os separatistas. O EIIL também declarou apoio aos separatistas.

## Geografia
Ao lado do Tibete, Xinjiang é a maior região territorial da RPC: são 1 660 001 km2, com uma população de 19 630 000 habitantes. Sua capital (e maior cidade) é Ürümqi (ou Ürümchi), com uma população de 2 681 834 habitantes. Além de Ürümqi, outras cidades são importantes em Xinjiang: Acsu (570 000 hab.), Altai (142 000 hab.), Aral (200 000 hab.), Cotã (1 200 000 hab.), Korla (430 000 hab.), Karamay (290 000 hab.), Casgar (351 874 hab.), Turfã (200 000 hab.), Iarcanda (373 492 hab.) e Yining (430 000 hab.). As migrações internas reduziram a proporção da etnia uigur da população da província: de 90% em 1949 a 45% em 2008.
Xinjiang produz um terço do algodão da China, bem como dispõe das maiores reservas de petróleo e gás.
Foi inscrita como Patrimônio Mundial da UNESCO em 2012 graças a seu sítio fossilífero.
Sanbao, cidade nesta província, registou o recorde de temperatura do ar na China, com 52,2ºC, em 16 de julho de 2023.

## Demografia
A maioria dos habitantes de Xinjiang é composta por uigures (45% da população).
Esta é a relação completa da demografia da região autônoma:
- Uigures: 45% (8 833 500 hab.)
- Hans: 41% (8 048 300 hab.)
- Cazaques: 7% (1 374 100 hab.)
- Huis (chineses muçulmanos): 7% (981 500 hab.)
- Quirguizes: 0,9% (176 670 hab.)
- Mongóis: 0,8% (157 040 hab.)
- Dongxiangs: 0,3% (58 890 hab.)
- Pamiris e Xibes: 0,2% (39 260 hab.)